# Tagajõgi
Tagajõgi är en å i Estland. Den rinner genom landskapen Lääne-Virumaa och Ida-Virumaa i nordöstra delen av landet, 140 km öster om huvudstaden Tallinn.